# Liste der Baudenkmale in Schwarzbach (Lausitz)
In der Liste der Baudenkmale in Schwarzbach sind alle Baudenkmale der brandenburgischen Gemeinde Schwarzbach und ihrer Ortsteile aufgelistet. Grundlage ist die Veröffentlichung der Landesdenkmalliste mit dem Stand vom 31. Dezember 2020. Die Bodendenkmale sind in der Liste der Bodendenkmale in Schwarzbach (Lausitz) aufgeführt.

## Baudenkmale
In den Spalten befinden sich folgende Informationen:
- ID-Nr.: Die Nummer wird vom Brandenburgischen Landesamt für Denkmalpflege vergeben. Ein Link hinter der Nummer führt zum Eintrag über das Denkmal in der Denkmaldatenbank. In dieser Spalte kann sich zusätzlich das Wort Wikidata befinden, der entsprechende Link führt zu Angaben zu diesem Denkmal bei Wikidata.
- Lage: die Adresse des Denkmales und die geographischen Koordinaten. Link zu einem Kartenansichtstool, um Koordinaten zu setzen. In der Kartenansicht sind Denkmale ohne Koordinaten mit einem roten beziehungsweise orangen Marker dargestellt und können in der Karte gesetzt werden. Denkmale ohne Bild sind mit einem blauen bzw. roten Marker gekennzeichnet, Denkmale mit Bild mit einem grünen beziehungsweise orangen Marker.
- Bezeichnung: Bezeichnung in den offiziellen Listen des Brandenburgischen Landesamtes für Denkmalpflege. Ein Link hinter der Bezeichnung führt zum Wikipedia-Artikel über das Denkmal.
- Beschreibung: die Beschreibung des Denkmales
- Bild: ein Bild des Denkmales und gegebenenfalls einen Link zu weiteren Fotos des Baudenkmals im Medienarchiv Wikimedia Commons

### Schwarzbach
| ID-Nr.            | Lage                        | Bezeichnung | Beschreibung | Bild           |
| ----------------- | --------------------------- | ----------- | --- | -------------- |
| 09120319 Wikidata | Guteborner Straße 17 (Lage) | Wohnhaus    | Massives Erdgeschoss Sandstein, doppelt stehender Dachstuhl mit Krüppelwalmdach, Holzfachwerk mit Lekmstrohwickkel in den Giebeln | weitere Bilder |
| 09120231 Wikidata | Lindenplatz 3 (Lage)        | Gutshaus    | Das barocke Gutshaus wurde unter Einbeziehung des Vorgängerbaus 1727 erbaut.                                                      | weitere Bilder |